# Saint-Rémy-en-Rollat
Saint-Rémy-en-Rollat är en kommun i departementet Allier i regionen Auvergne-Rhône-Alpes i de centrala delarna av Frankrike. Kommunen ligger  i kantonen Escurolles som ligger i arrondissementet Vichy. År 2022 hade Saint-Rémy-en-Rollat 1 769 invånare.

## Befolkningsutveckling
Antalet invånare i kommunen Saint-Rémy-en-Rollat
Referens: INSEE